# Berislav Makarović
Berislav Makarović (Kičevo, 23. srpnja 1933.) je hrvatski televizijski redatelj i scenarist.

## Životopis
Studirao je povijest umjetnosti na Filozofskom fakultetu Sveučilišta u Zagrebu. Od početka 1960-ih je asistent redatelja na Televiziji Zagreb, gdje samostalno režira od 1964. godine.

## Vanjske poveznice
- Hrvatska enciklopedija: Berislav Makarović